# Championnats du monde de trail 2019
Navigation
Édition précédente Édition suivante
Les championnats du monde de trail 2019, neuvième édition des championnats du monde de trail co-organisés par l'International Association of Ultrarunners (IAU) et l'International Trail Running Association (ITRA), ont lieu du 6 au 9 juin 2019 à Miranda do corvo, au Portugal.
Le parcours de 44 km pour 2 100 m de dénivelé positif récompense les champions du monde de trail sur courte distance.

## Podiums[2],[3]

### Hommes
| Catégorie  | Or | Argent | Bronze |
| ---------- | --- | --- | --- |
| Individuel | Jonathan Albon 3 h 35 min 34 s | Julien Rancon 3 h 37 min 47 s | Christian Mathys 3 h 40 min 34 s |
| Par équipe | France 11 h 3 min 35 s Julien Rancon (2e) 3 h 37 min 47 s Nicolas Martin (5e) 3 h 42 min 27 s Emmanuel Meyssat (6e) 3 h 43 min 21 s | Royaume-Uni 11 h 13 min 28 s Jonathan Albon (1re) 3 h 35 min 34 s Carl Bell (13e) 3 h 47 min 57 s Andrew Davies (16e) 3 h 49 min 57 s | Espagne 11 h 18 min 35 s Antonio Martinez (8e) 3 h 44 min 40 s Andreu Simon (9e) 3 h 46 min 12 s Luis Alberto Hernando (11e) 3 h 47 min 42 s |

### Femmes
| Catégorie  | Or | Argent | Bronze |
| ---------- | --- | --- | --- |
| Individuel | Blandine L'Hirondel 4 h 6 min 17 s | Ruth Croft 4 h 14 min 27 s | Sheila Avilés 4 h 15 min 3 s |
| Par équipe | France 12 h 50 min 53 s Blandine L'Hirondel (1re) 4 h 6 min 17 s Sarah Vieuille (8e) 4 h 21 min 51 s Adeline Roche (10e) 4 h 22 min 45 s | Espagne 12 h 51 min 58 s Sheila Avilés (3e) 4 h 15 min 3 s Azara Salmones (4e) 4 h 15 min 31 s Gemma Arenas (7e) 4 h 21 min 22 s | Roumanie 13 h 36 min 28 s Denisa Dragomir (5e) 4 h 17 min 4 s Andreea Pîscu (23e) 4 h 36 min 46 s Ingrid Mutter (28e) 4 h 42 min 38 s |